# Ținuturile Rusiei
Federația Rusă este împărțită în 88 de subiecte, din care nouă sunt ținuturi (limba rusă: край - kraină).
| Ținuturile federale ale Rusiei | Ținuturile federale ale Rusiei | Ținuturile federale ale Rusiei | Ținuturile federale ale Rusiei | Ținuturile federale ale Rusiei         | Ținuturile federale ale Rusiei |
| ------------------------------ | ------------------------------ | ------------------------------ | ------------------------------ | -------------------------------------- | ------------------------------ |
| Numele                         | Numele                         | Populația                      | Suprafața                      | Districtul Federal                     | Capitala                       |
| 1                              | Ținutul Altai                  | 2.613.400 (2002)               | 169.100 km²                    | Districtul Federal Siberian            | Barnaul                        |
| 3                              | Ținutul Habarovsk              | 1.427.050 (2002)               | 788.600 km²                    | Districtul Federal Orientul Îndepărtat | Habarovsk                      |
| 2                              | Ținutul Kamceatka              | 322.079 (2010)                 | 472.300 km²                    | Districtul Federal Orientul Îndepărtat | Petropavlovsk Kamciațki        |
| 4                              | Ținutul Krasnodar              | 5.125.221 (2002)               | 76.000 km²                     | Districtul Federal Sudic               | Krasnodar                      |
| 5                              | Ținutul Krasnoiarsk            | 2.966.042 (2002)               | 2.339.700 km²                  | Districtul Federal Siberian            | Krasnoiarsk                    |
| 6                              | Ținutul Perm                   | 2.819.421 (2002)               | 160.600 km²                    | Districtul Federal Volga               | Perm                           |
| 7                              | Ținutul Primorski              | 2.035.774 (2002)               | 165.900 km²                    | Districtul Federal Orientul Îndepărtat | Vladivostok                    |
| 8                              | Ținutul Stavropol              | 2.735.139 (2002)               | 66.500 km²                     | Districtul Federal Sudic               | Stavropol                      |
| 9                              | Ținutul Transbaikal            | 1.095.169 (2013)               | 431.892 km²                    | Districtul Federal Siberian            | Cita                           |